# Juliana Rojas
Juliana Rojas (Campinas, 23 de junho de 1981) é uma cineasta brasileira.
Formou-se em cinema pela Escola de Comunicação e Artes da USP, com especialização em roteiro, montagem e som. Ainda na universidade conheceu o diretor Marco Dutra, com quem iniciou uma parceria. Os dois dirigiram juntos em 2004 o curta-metragem O Lençol Branco, que foi o trabalho de conclusão de curso da dupla. O curta foi incluído na mostra Cinéfondation do Festival de Cannes.
Seu primeiro longa-metragem, Trabalhar Cansa (2011), novamente em parceria com Dutra, também foi exibido em Cannes, na mostra Un Certain Regard. Também foi montadora de alguns filmes próprios e de terceiros, como Quando Eu Era Vivo (2014), de Marco Dutra. Juliana, para além de roterizar seus filmes, também atuou como roteirista em séries da Netflix como 3% e Boca a Boca.
Em 2024 ganhou o prêmio de Melhor Direção na mostra Encounters do Festival de Berlim, com o longa-metragem Cidade; Campo. Após o reconhecimento em Berlim, Juliana integrou o júri da Palma Queer no Festival de Cannes. Ainda nesse mesmo ano, a cineasta foi convidada pela Academia de Artes e Ciências Cinematográficas para ser votante do Oscar na categoria Diretores

## Carreira
Juliana inicia sua carreira em 2004, com o curta-metragem O Lençol Branco, trabalho de conclusão de curso, co-dirigido com Marco Dutra. Foi na faculdade que a cineasta desenvolveu a amizade e parceria com Dutra, após notarem seus gostos em comum. O filmes foi exibido, em 2005, na mostra Cinéfondation do Festival de Cannes e marcou a estreia dos realizadores em Cannes. Em 2007, Rojas e Dutra novamente marcam presença no Festival, dessa vez na Semaine de la Critique, onde ganharam o prêmio de Melhor Curta com o filme Um Ramo.
Com a visibilidade ganhado pelo filme, Juliana foi aconselhada pela produtora Sara Silveira a apresentar em Cannes um projeto de longa-metragem, que viria a ser o filme Trabalhar Cansa. O longa foi exibido na mostra Un Certain Regard, novamente levando a dupla para Cannes. Com As Boas Maneiras, Juliana e Marco voltam a trabalhar em um longa metragem e a ganhar visibilidade internacional, ganhando o segundo prêmio mais importante do Festival de Locarno.
Em trabalhos solos, Rojas acrescenta em sua filmografia os curtas Vestida de 2008, Pra Dormir Tranquilo de 2011 e O Duplo de 2012, sendo este último premiado em Cannes. Em 2013 ela lança seu telefilme A Ópera do Cemitério para a TV Cultura. Em 2014 é lançando a sua versão para cinema Sinfonia da Necrópole, que ganha o prêmio de Melhor Longa Brasileiro pela crítica no Festival de Gramado. Em 2024 ganhou o prêmio de Melhor Direção na mostra Encounters do Festival de Berlim com o filme Cidade; Campo. Após a premiação, Rojas foi convidada para compor o júri da Palma Queer em Cannes e para ser votante na categoria Diretores do Oscar.
Para além de dirigir, ela trabalha como montadora de filmes de ficção e documentários, incluindo trabalhos solos do seu parceiro Marco Dutra e de Caetano Gotardo, que trabalhou como montador de Trabalhar Cansa.

## Filmografia
A filmografia de Juliana Rojas conta com trabalhos de direção de filmes curta-metragem, longa-metragem, telefilmes e trabalhos de co-direção com seu parceiro Marco Dutra. No campo da montagem, Rojas assina trabalhos próprios e trabalhos de outros realizadores, aproveitando para exercitar parte do seu lado diretora.
| Direção | Direção                                                        | Direção                                                                                     |
| Ano     | Título                                                         | Notas                                                                                       |
| ------- | -------------------------------------------------------------- | ------------------------------------------------------------------------------------------- |
| 2024    | Cidade; Campo                                                  |                                                                                             |
| 2017    | A Passagem do Cometa                                           | curta-metragem                                                                              |
| 2017    | As Boas Maneiras                                               | feito em conjunto com Marco Dutra                                                           |
| 2014    | Sinfonia da Necrópole                                          |                                                                                             |
| 2014    | Nenhuma Carta Para o Senhor Fernando                           | curta-metragem                                                                              |
| 2013    | Desculpa, Dona Madama                                          | curta-metragem feito em conjunto com Caetano Gotardo, Sérgio Silva e João Marcos de Almeida |
| 2013    | Nascemos Hoje, Quando o Céu Estava Carregado de Ferro e Veneno | curta-metragem feito em conjunto com Marco Dutra                                            |
| 2013    | A Ópera do Cemitério                                           | versão média-metragem de Sinfonia da Necrópole feita para televisão                         |
| 2012    | O Duplo                                                        | curta-metragem                                                                              |
| 2011    | Pra Dormir Tranquilo                                           | curta-metragem                                                                              |
| 2011    | Trabalhar Cansa                                                | feito em conjunto com Marco Dutra                                                           |
| 2011    | Desassossego (Filme das Maravilhas)                            | filme experimental episódico, Juliana dirigiu um episódio em conjunto com Marco Dutra       |
| 2009    | As Sombras                                                     | curta-metragem feito em conjunto com Marco Dutra                                            |
| 2008    | Vestida                                                        | curta-metragem                                                                              |
| 2007    | Um Ramo                                                        | curta-metragem feito em conjunto com Marco Dutra                                            |
| 2006    | A Criada da Condessa                                           | curta-metragem                                                                              |
| 2004    | O Lençol Branco                                                | curta-metragem feito em conjunto com Marco Dutra                                            |
| 2003    | Notivago                                                       | curta-metragem                                                                              |
| 1999    | Dancing Queen                                                  | curta-metragem feito em conjunto com Marco Dutra                                            |
| 1999    | Três Planos, Nove Planos                                       | curta-metragem feito em conjunto com Marco Dutra e Carla Adili                              |

| Montagem | Montagem                                                                    | Montagem                      |
| Ano      | Título                                                                      | Direção                       |
| -------- | --------------------------------------------------------------------------- | ----------------------------- |
| 2020     | Todos os Mortos                                                             | Marco Dutra e Caetano Gotardo |
| 2016     | Os Cuidados Que Se Tem com o Cuidado Que os Outros Devem Ter Consigo Mesmos | Gustavo Vinagre               |
| 2015     | Os Dias com Ele                                                             | Maria Clara Escobar           |
| 2014     | Quando Eu Era Vivo                                                          | Marco Dutra                   |
| 2013     | O Sol nos Meus Olhos                                                        | Flora Dias e Juruna Mallon    |
| 2013     | Nascemos Hoje, Quando o Céu Estava Carregado de Ferro e Veneno              | Juliana Rojas e Marco Dutra   |
| 2013     | Rede de Dormir                                                              | Marco Dutra                   |
| 2012     | Pulsações                                                                   | Manoela Ziggiatti             |
| 2011     | Pra Dormir Tranquilo                                                        | Juliana Rojas                 |
| 2009     | As Sombras                                                                  | Juliana Rojas e Marco Dutra   |
| 2006     | A Criada da Condessa                                                        | Juliana Rojas                 |

## Prémiações
- 2007 - Melhor curta-metragem na Semaine de la Critique do Festival de Cannes, com Um Ramo [10]
- 2012 - Melhor curta-metragem de ficção no Grande Prêmio Brasileiro de Cinema com Pra Dormir Tranquilo[11]
- 2012 - Melhor roteiro no Festival de Cinema de Havana com Trabalhar Cansa[12]
- 2012 - Prêmio Nikon na Semaine de la Critique do Festival de Cannes, com O Duplo [13]
- 2014 - Melhor Longa Brasileiro pela crítica no Festival de Gramado com Sinfonia da Necrópole[8]
- 2017 - Ganhou o Prémio Especial do Júri no 70º Festival de Locarno com As Boas Maneiras[10]
- 2017 - Melhor Roteiro Original no Grande Prêmio Brasileiro de Cinema com As Boas Maneiras[8]
- 2017 - Melhor filme pelo júri e pela crítica do Festival do Rio com As Boas Maneiras[8]
- 2024 - Melhor direção na mostra Encounters do Festival de Berlim com Cidade; Campo[3]